# Декстропропоксифен
Декстропропоксифен (англ. Dextropropoxyphene, лат. Dextropropoxyphenum) — напівсинтетичний лікарський засіб, що належить до групи наркотичних анальгетиків та є правообертаючим ізомером левопропоксифену. Декстропропоксифен уперше отриманий у 1955 році, та початково випускався компанією «Eli Lilly and Company». Декстропропоксифен застосовувався у більшості європейських країн як знеболювальний засіб у комбінації з парацетамолом, проте у зв'язку зі зростанням кількості смертей унаслідок як свідомого, так і несвідомого, передозування препарату, та відсутністю вищої активності декстропропоксифену в порівнянні з аналогічними препаратами, у 2009 році Європейське агентство з лікарських засобів ухвалило рішення про вилучення з обігу всіх видів лікарських засобів, до складу яких входив декстропропоксифен, на території Європейського Союзу. В Україні лікарські засоби, до складу яких входив декстропропоксифен, були доступними до 2019 року.

## Фармакологічні властивості та застосування
Декстропропоксифен — синтетичний лікарський засіб, що належить до групи наркотичних анальгетиків та є правообертаючим ізомером левопропоксифену. Механізм дії препарату не відрізняється від механізму дії інших наркотичних анальгетиків, зокрема метадону та кодеїну, перевагою декстропропоксифену перед іншими аналогічними препаратами є значно нижча ймовірність пригнічення дихального центру головного мозку при його застосуванні. Декстропропоксифен може застосовуватися при різних хворобах та станах, що супроводжуються больовим синдром легкої та середньої ступені. Декстропропоксифен застосовувується переважно у поєднанні з парацетамолом, а також іншими препаратами, зокрема дицикломіном. Проте у багатьох країнах світу, зокрема й в Україні, спостерігалось значне збільшення немедичного застосування декстропропоксифену, зокрема наркоманами, для отримання наркотичного сп'яніння, що нерідко призводило до смерті споживачів препарату. Це стало причиною заборони декстропропоксифену в низці країн, зокрема в Європейському Союзі. Проте декспропоксифен є доступним у низці країн, зокрема в США.

### Фармакокінетика
Декстропропоксифен швидко й добре всмоктується після парентерального введення, біодоступність препарату становить 40 %. Препарат швидко розподіляється в організмі, концентрується у печінці, легенях, мозку та нирках. Декстропропоксифен проходить через плацентарний бар'єр, і проникає у грудне молоко. Максимальна концентрація препарату в плазмі крові досягається протягом 1–2 години після застосування. Препарат добре (на 80 %) зв'язується з білками плазми крові. Метаболізується препарат у печінці з утворенням активних метаболітів. Виводиться препарат з організму переважно з сечею, незначна частина виводиться з калом, переважно у вигляді активних метаболітів. Період напіввиведення декстропропоксифену становить 6—12 годин, а метаболітів препарату 30—36 годин.